# Le Gué-de-la-Chaîne

Le Gué-de-la-Chaîne este o comună în departamentul Orne, Franța. În 1 ianuarie 2018 avea o populație de 741 de locuitori.